# Шуазёль, Сезар дю Плесси-Прален
Сезар де Шуазёль, 1-й герцог де Шуазёль, граф дю Плесси-Прален, виконт де Сен-Жан (фр. César de Choiseul, 1er duc de Choiseul, comte d’Hostel pui comte du Plessis-Praslin, vicomte de Saint-Jean; 12 февраля 1598, Париж — 23 декабря 1675, Париж) — французский военный деятель и дипломат XVII века, маршал Франции (1645).
Пользовался доверием Ришельё, который давал ему дипломатические поручения в Италию и Каталонию. В 1633 году сделан герцогом де Шуазёль и пэром.
Во время Фронды Шуазель был на стороне двора. Когда испанцы осадили крепость Гиз, Шуазель принудил их снять осаду (2 июля 1650 года), затем отнял у испанцев Ретель и разбил близ этого города Тюренна. Курировал укрепление Перпиньяна и франко-испанской границы. 
В конце жизни перешёл на дипломатическую службу и по поручению Людовика XIV готовил тайный Дуврский договор с англичанами.
После смерти Шуазеля, в 1676 году, вышли его мемуары. Однако память о Пралене лучше сохранилась в названии сладости пралине, которую, по преданию, изобрёл личный шеф-повар герцога.